# Segismundo Moret
Pour les articles homonymes, voir Moret.
Segismundo Moret  y Prendergast né à Cadix le 2 juin 1833 et mort le 28 janvier 1913 à Madrid, est un intendant, homme de lettres et homme d'État espagnol.
Il a été notamment ministre de l'Outre-mer ainsi que de l'Économie et des Finances sous le règne d'Amédée Ier, ministre de l'Intérieur sous Alphonse XII, et par deux fois président du Conseil des ministres et du Congrès des députés sous Alphonse XIII (1905-1906) et (1909-1910). Il est président de la Société géographique de Madrid de mai 1885 à mai 1887.

## Biographie

### Enfance
Segismundo Moret est né en 1838 à Cadix dans une famille aisée. Sa famille déménage à Madrid alors qu'il est encore jeune. ll étudie à l'école des Pères Piaristes de Getafe et, au cours de l'année académique 1853-1854, il s'inscrit au baccalauréat et entre à l'université, où il étudie le droit et l'administration,.

### Carrière politique
Il obtient son diplôme en droit et en administration, et est déjà, à l'âge de vingt-cinq ans, professeur de finances à l'université de Madrid. Après le renversement d'Isabelle II en 1868, il occupe divers postes pendant le Sexennat démocratique (1868-1874) ; en 1869, il est élu député de Ciudad Real et occupe les ministères des Territoires d'outre-mer en 1870 et des Finances en 1871. Après la restauration bourbonienne de 1874, Moret continue à occuper divers ministères dans le gouvernement de Sagasta ; il est ministre d'État pendant trois ans, de 1885 à 1888, et ministre de l'Intérieur en 1889. En 1892, il devient ministre des Travaux publics, d'où il cherche à moderniser l'enseignement, et en 1893, il retourne au ministère d'État,,,.
Après le déclenchement de la rébellion à Cuba en 1895,, Moret est favorable à une résolution du conflit par l'octroi d'une large autonomie aux colonies. Nommé ministre des Territoires d'outre-mer en 1897, il ne parvient cependant pas à mettre fin au conflit ni à empêcher l'intervention militaire des États-Unis dans les colonies l'année suivante, en avril 1898. Entre 1901 et 1902, il est à nouveau nommé ministre de l'Intérieur et, en 1905, président du Congrès, poste d'où il assiste à la conférence d'Algésiras, qui accorde à la France l'hégémonie sur le Maroc en échange d'une plus grande influence espagnole dans le Nord. Après la chute d'Antonio Maura en 1909, il préside à nouveau le Conseil jusqu'en 1910, puis à nouveau après l'assassinat de Canalejas en novembre 1912,,,.

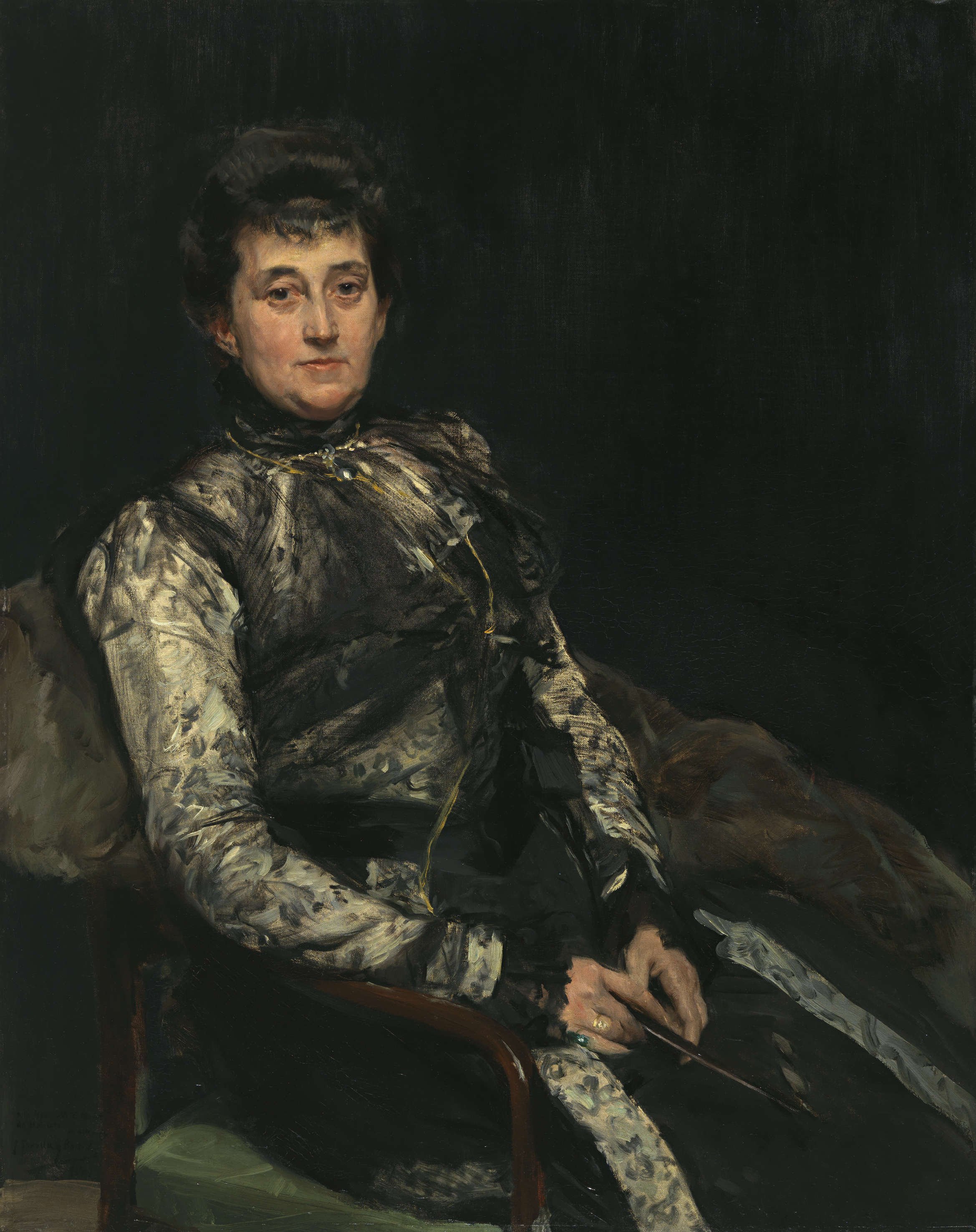
María Teresa Moret sa fille, 1901
Joaquin Sorolla
Musée du Prado, Madrid

### Carrière d'homme d'affaires et d'écrivain

#### Homme d'affaires
En plus d'être un homme politique, Moret était un homme d'affaires et un avocat. Il a participé à des entreprises liées à l'agriculture et au marché immobilier et a également investi dans des entreprises étrangères. Il a présidé la Sociedad General de Fosfatos de Cáceres, la Compañía del Ferrocarril Central de Aragón et la Banco General de Madrid,,.

#### Carrière littéraire
Il est l'auteur de nombreux ouvrages juridiques et financiers comme El capital y el trabajo ¿son armónicos ó antagonistas? (1861) et Estudios Financieros (1868). Il est aussi un grand orateur et rédacteur de discours. Il a écrit et prononcé d'innombrables discours sur des questions juridiques et politiques au Parlement et dans d'autres institutions, principalement à l'Ateneo Científico y Literario de Madrid, qu'il a présidé à trois reprises jusqu'à sa mort (1884-1886, 1894-1897 et 1899-1913). Il préside également la Real Sociedad Geográfica et l'Institución Libre de Enseñanza de 1881 à sa mort,.

### Mort
Son dernier mandat au Conseil est de courte durée, puisqu'il meurt un an plus tard, en janvier 1913,.